# 安東尼奧卡洛斯 (聖卡塔琳娜州)
安東尼奧卡洛斯（葡萄牙語：Antônio Carlos），是巴西的城鎮，位於該國南部，由聖卡塔琳娜州負責管轄，始建於1963年11月6日，面積229平方公里，海拔高度30米，2010年人口7,906，人口密度每平方公里34.58人。